# Triaspis affinis
Triaspis affinis är en stekelart som först beskrevs av Herrich-Schäffer 1838.  Triaspis affinis ingår i släktet Triaspis och familjen bracksteklar. Inga underarter finns listade i Catalogue of Life.